# Harald Kurt Enström
Harald Kurt Enström, född 1781, död 1836, var en svensk allmogemålare. Han har bland annat dekorerat koret i Lycksele kyrka och Porjus missionskapell.